# Rejkovice (Jince)
Rejkovice su selo i dio općine Jince u okrugu Příbram, Središnja Češka. Nalazi se 2,5 kilometara sjeverno od općinskog središta Jince. Prema popisu iz 2001. godine u selu je živjelo 90 stanovnika u 55 prijavljenih kuća.
Selom prolazi Državna cesta 118. Ukupna površina katastarske jedinice Rejkovice iznosi 7,55 km².

## Vanjske poveznice
- (češ.) Službene stranice općine Jince